# Тев'яшови
Тев'яшови — козацько-старшинський, згодом — дворянський рід. 

## Історія
Його предками були татари — вихідці із Золотої Орди, які спочатку переселилися в Московському царстві, а потім осіли у Слобідській Україні. Засновником роду вважається Вавило Гаврилович Т. Один із представників цього роду Іван був стольником, воєводою в Старому Осколі (нині місто Бєлгородської області, РФ) та Рильську (нині місто Курської області, РФ), полковником Острогозького козацького полку (кінець XVII — початок XVIII ст.). Полковниками цього ж полку були його син та онук — Іван Іванович і Степан Іванович (XVIII ст.).

## Представники
- Іван Тев'яшов - полковник Острогозького полку (1704—1725);
- Іван Тев'яшов - полковник Острогозького полку (1725—1757);
- Степан Тев'яшов - полковник Острогозького полку (1757—1765), учень Григорія Сковороди;
- Тев'яшов Володимир Степанович, воронізький поміщик, колезький радник, син острогозького полковника Степана Тев'яшова (старшого).